# Андрија Мохоровичић
Андрија Мохоровичић (Волоско, 23. јануар 1857 — Загреб, 18. децембар 1936) био је хрватски метеоролог и сеизмолог, професор Загребачког универзитета.

## Биографија
Рођен је 23. јануара 1857. у Волоском крај Опатије. После основне школе, завршава гимназију у Ријеци. Студије математике и физике Филозофског факултета у Прагу уписао је 1875. По завршеним студијама предавао је у гимназији у Загребу (1879—1880), затим у реалци у Осијеку, а од 1882. године у Наутичкој школи у Бакру. На личну молбу 1891. године премештен је у Загребачку реалку. 1. јануара 1892. постаје управник Метеоролошке опсерваторије на Гричу.
Године 1893. постаје доктор филозофије на загребачком Свеучилишту - дисертација О опажању облака, те о дневном и годишњем периоду облака у Бакру. Године 1910. постаје универзитетски професор. Од 1893. до 1917/18. године на Мудрословном факултету у Загребу предавао је геофизику и астрономију.
Године 1893. године постаје дописни, а 1898. године редовни члан Југославенске академије наука и уметности у Загребу.
Крајем 1921. године одлази у пензију. Преминуо је 18. децембра 1936. године у Загребу, где је и сахрањен.
Њему у част 1996. године астероид с редним бројем 8422 добио је назив - 8422 Мохоровичић.

## Научни рад
Као управник Метеоролошке опсерваторије у Загребу бавио се и сеизмологијом, при чему је радио на одређивању положаја епицентара земљотреса. Мохоровичић је проучавао простирање сеизмичких таласа кроз Земљину кору и понашање грађевина за време земљотреса. Мерењима брзина простирања сеизмичких таласа установио је постојање дисконтинуитета којим је утврдио положај доње границе Земљине коре. Постојање овог дисконтинуитета је накнадно потврђено, а његово откриће је светски признато. У његову част назван је Мохоровичићев дисконтинуитет или краће Мохо.